# Шельгорн, Генрих Христофорович

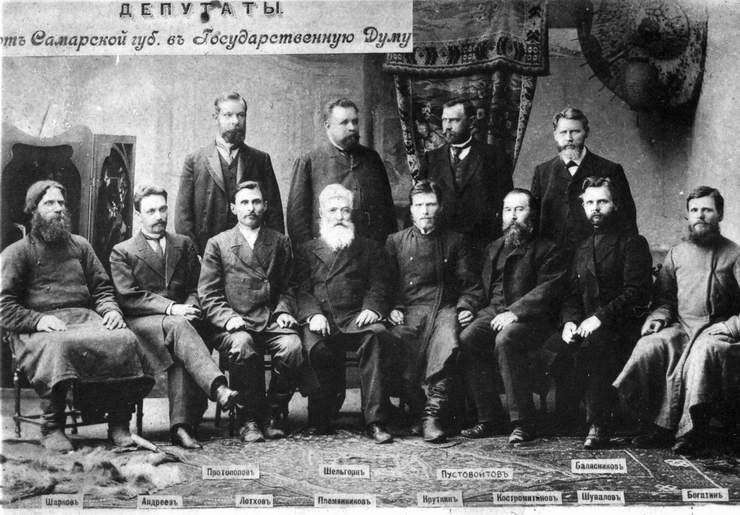
Члены государственной Думы Первого созыва от Самарской губернии. Первый ряд (слева направо) — П. В. Шарков, А. А. Андреев, И. С. Лотхов, В. А. Племянников, М. М. Круткин, Г. Н. Костромитинов, И. Е. Шувалов, Д. Г. Богатин; Второй ряд — Д. Д. Протопопов, Г. Х. Шельгорн, И. И. Пустовойтов, В. Ф. Балясников.

Генрих Христофорович Шельгорн (вариант Шольгорн) (1860, Новоузенский уезд Самарской губернии — ?) — владелец типографии в Саратове, депутат Государственной думы I созыва от Самарской губернии.

## Биография
Родился в крестьянской семье немцев-колонистов в селе Ровное (или Зельман (Seelmann)). Выпускник сельского училища, затем окончил 4-х классное реальное училище. Занимался хлебной торговлей и земледелием на арендуемой земле в Новоузенском уезде Самарской губернии. Три трёхлетия служил в волости старшиной, в течение 6 трёхлетий — гласный уездного и губернского земств, два трёхлетия член уездной земской управы и три года почётный мировой судья. В 1897 году стал членом-распорядителем типографии товарищества «Г. Х. Шельгорн и Кº» в Саратове, издавал газету «Saratower Deutsche Zeitung» и журнал «Klemens».
26 марта 1906 избран в Государственную думу I созыва от общего состава выборщиков Самарского губернского избирательного собрания. При выборах от 176 выборщиков получил 120 белых шаров. В Думе вошёл в состав Конституционно-демократической фракции. Состоял в Аграрной комиссии Думы. Поставил свою подпись под законопроектами «42-х» по аграрному вопросу и «О гражданском равенстве».
Шельгорн не был переизбран во Вторую Думу, так как потерял популярность из-за своего слишком тихого, по мнению избирателей, поведения в Первой Думе.
Весной 1917 в связи с юбилейным заседанием Государственной Думы 27 апреля 1917 прислал в Петроград из Саратова приветственную телеграмму. 25-27 апреля 1917 года участвовал в 1-м конгрессе полномочных представителей немецких колонистов Среднего и Нижнего Поволжья в Саратове. На нем был избран членом Центрального комитета поволжских немцев. Участвовал в Государственном совещании в Москве, прошедшим 12-15 августа 1917 года.
Судьба после 1917 года и точная дата смерти неизвестны.

### Архивы
- Российский государственный исторический архив. Фонд 1278. Опись 1 (1-й созыв). Дело 27. Лист 10, 11; Опись 5. Дело 1294; Фонд 1327. Опись 1. 1905. Дело 141. Лист 30-30 оборот.